# 長尾町 (宝塚市)
長尾町（ながおちょう）は兵庫県宝塚市に存在する町丁。郵便番号は、665-0873。

## 概要
長尾町は1955年まで長尾村の一部であったが1955年3月10日に宝塚市の一部となった。旧長尾村地区では唯一の町丁である。

## 世帯数と人口
2022年（令和4年）10月1日現在の世帯数と人口は以下の通りである。
| 町丁   | 世帯数  | 人口    |
| ------ | ------- | ------- |
| 長尾町 | 481世帯 | 1,054人 |

## 小・中学校の学区
市立小・中学校に通う場合、学区は以下の通りとなる。
| 番地       | 小学校             | 中学校             |
| ---------- | ------------------ | ------------------ |
| 長尾町全域 | 宝塚市立長尾小学校 | 宝塚市立長尾中学校 |